# 2001 en philosophie
Chronologie de la philosophie
- 1997
- 1998
- 1999
- 2000
- 2001
- 2002
- 2003
- 2004
- 2005

L’année 2001 a été marquée, en philosophie, par les événements suivants :

## Publications
- Antimanuel de philosophie, de Michel Onfray.
- Les Fruits de leur arbre. Regard athée sur les chrétiens d'Alfred Grosser.
- Si nous nous taisons…, de René Guitton.
- L'Après-démocratie, d'Éric Werner.
- Nationalismes en perspective, de Pierre-André Taguieff et Gil Delannoi.
- La Science Nouvelle, Principes d'une science nouvelle relative à la nature commune des nations, 1744, traduit de l'italien et présenté par Alain Pons, Paris, Fayard, 2001

### Traduction
- Jacques Gaffarel : Nihil, ferè nihil, minus nihilo : seu de ente, non ente, et medio inter ens et non ens, positiones XXVI, Venise, Pinelli, 1634. Rien, presque rien, moins que rien : de l'être, du non-être et du milieu entre l'être et le non-être en 26 thèses traduit du latin par Marianne Goevry, Paris, Sens & Tonka, 2001 ;
- Francisco Suárez :  Les êtres de raison. Dispute Métaphysique LIV, traduit par Jean-Paul Coujou, Paris, Vrin, 2001,  (ISBN 2711615138),  (ISBN 9782711615131), partiellement en ligne
- Thomas More :  Les Vérités dernières, trad. M. Cl. Phélippeau, s.l. [Angers], 2001.